# Live! Live! Live!
Live! Live! Live! es el sexto disco de Bryan Adams. Este álbum fue grabado en la gira que el canadiense realizaba en 1988, y se llevó a cabo en Bélgica. En este, se obtuvo una taquilla bastante exitosa, con la presencia de más de 50.000 personas que, (y pese a una fuerte lluvia que ocurrió aquel día), salieron de manera muy satisfecha del concierto que se grabó y se editó como álbum, al igual que se televisó a nivel mundial. En él, podemos encontrar casi todas las canciones del "Reckless" y algunas del "Cuts Like a Knife" en vivo.

## Canciones del álbum
| N.º | Título                                | Duración |  |
| 1.  | «She's Only Happy When She's Dancing» | 3:30     |  |
| 2.  | «It's Only Love»                      | 3:51     |  |
| 3.  | «Cuts Like a Knife»                   | 3:54     |  |
| 4.  | «Kids Wanna Rock»                     | 3:03     |  |
| 5.  | «Hearts On Fire»                      | 4:11     |  |
| 6.  | «Take Me Back»                        | 5:31     |  |
| 7.  | «The Best Was Yet To Come»            | 2:53     |  |
| 8.  | «Heaven»                              | 4:17     |  |
| 9.  | «Heat of the Night»                   | 5:17     |  |
| 10. | «Run to You»                          | 4:07     |  |
| 11. | «One Night Love Affair»               | 4:33     |  |
| 12. | «Long Gone»                           | 4:07     |  |
| 13. | «Summer of '69»                       | 4:33     |  |
| 14. | «Somebody»                            | 5:49     |  |
| 15. | «Walking After Midnight»              | 2:19     |  |
| 16. | «I Fought The Law»                    | 2:38     |  |
| 17. | «Into the Fire»                       | 3:35     |  |

- Datos: Q1755528